# Karàtxev
Karàtxev (en rus: Карачев) és una ciutat de l'óblast de Briansk, a Rússia, segons el cens del 2021 tenia 17.449 habitants. És la seu administrativa del districte (raion) homònim. Es troba a 43 km (a 47 km per carretera) a l'est de Briansk, a l'Altiplà Central Rus, sobre el riu Snejet.

## Història
Karàtxev és mencionada per primer cop per les cròniques de 1146. És el centre del Principat de Karàtxev (un dels principats de l'Alt Okà) el 1246, abans de passar a mans lituanes el 1396 i a moscovites el 1503. Fou destruïda pels polonesos i lituans durant la seva intervenció en Rússia a principis del segle XVII, essent després de la seva reconstrucció saquejada pels tàtars de Crimea el 1662. Durant el segle XVIII adquireix certa importància comercial. El 1868 s'hi obrí una estació de ferrocarril. La ciutat és pràcticament destruïda durant la Segona Guerra Mundial.